# Thinophilus sinensis
Thinophilus sinensis är en tvåvingeart som beskrevs av Yang och Li 1998. Thinophilus sinensis ingår i släktet Thinophilus och familjen styltflugor.
Artens utbredningsområde är Zhejiang (Kina). Inga underarter finns listade i Catalogue of Life.